# Arbor victorïosa trumphale
Arbor victorïosa trumphale è la duecentosessantatreesima lirica (RVF 263), nonché il sonetto CCXXV (225), del Canzoniere di Francesco Petrarca, il sonetto chiude la prima sezione del Canzoniere, riponendo l’associazione fra il lauro e Laura. Il lauro, segno della vittoria, è insieme simbolo dell’amore e della fama. L’irraggiungibilità della donna si muta però ora nell’esaltazione della castità e della virtù della donna, avviando il passaggio alle tematiche della seconda sezione del libro. 

## Testo e parafrasi
| Testo | Parafrasi |
| --- | --- |
| Arbor victorïosa trumphale, onor d’imperadori et di poeti, quanti m’ài fatto dí dogliosi et lieti in questa breve mia vita mortale! vera donna, et a cui di nulla cale, se non d’onor, che sovr’ogni altra mieti, né d’Amor visco temi, o lacci o reti, né ‘ngano altrui contr’al tuo senno vale. Gentileza di sangue, et l’altre care cose tra noi, perle et robini et oro, quasi vil soma egualmente dispregi. L’alta beltà ch’al mondo non à pare noia t’è, se non quanto il bel thesoro di castità par ch’ella adorni et fregi. | Albero vittorioso trionfale onore d’imperatori e di poeti, quanti giorni mi hai riesco dolorosi e lieti in questa mia mortale vita breve! domina, a cui di nulla importa tranne che l’onore, che raccogli più di ogni altra donna, non temi né le trappole, le reti di Amore, né l’inganno altrui vince contro il tuo senno. La nobiltà per discendenza e le altre cose che per noi sono preziose, perle, robini e oro, disprezzi quasi allo stesso modo di un peso spregevole. l’alta bellezza, che al mondo non ha eguali ti è fastidio, se non in quanto sembra che ella orni e abbellisca la virtù della castità. |

## Struttura metrica
Il sonetto è costituito da 14 versi, divisi in quattro strofe: 2 quartine e 2 terzine. Le rime sono costituite secondo lo schema metrico ABBA-ABBA; CDE-CDE.